# Tim Guinee

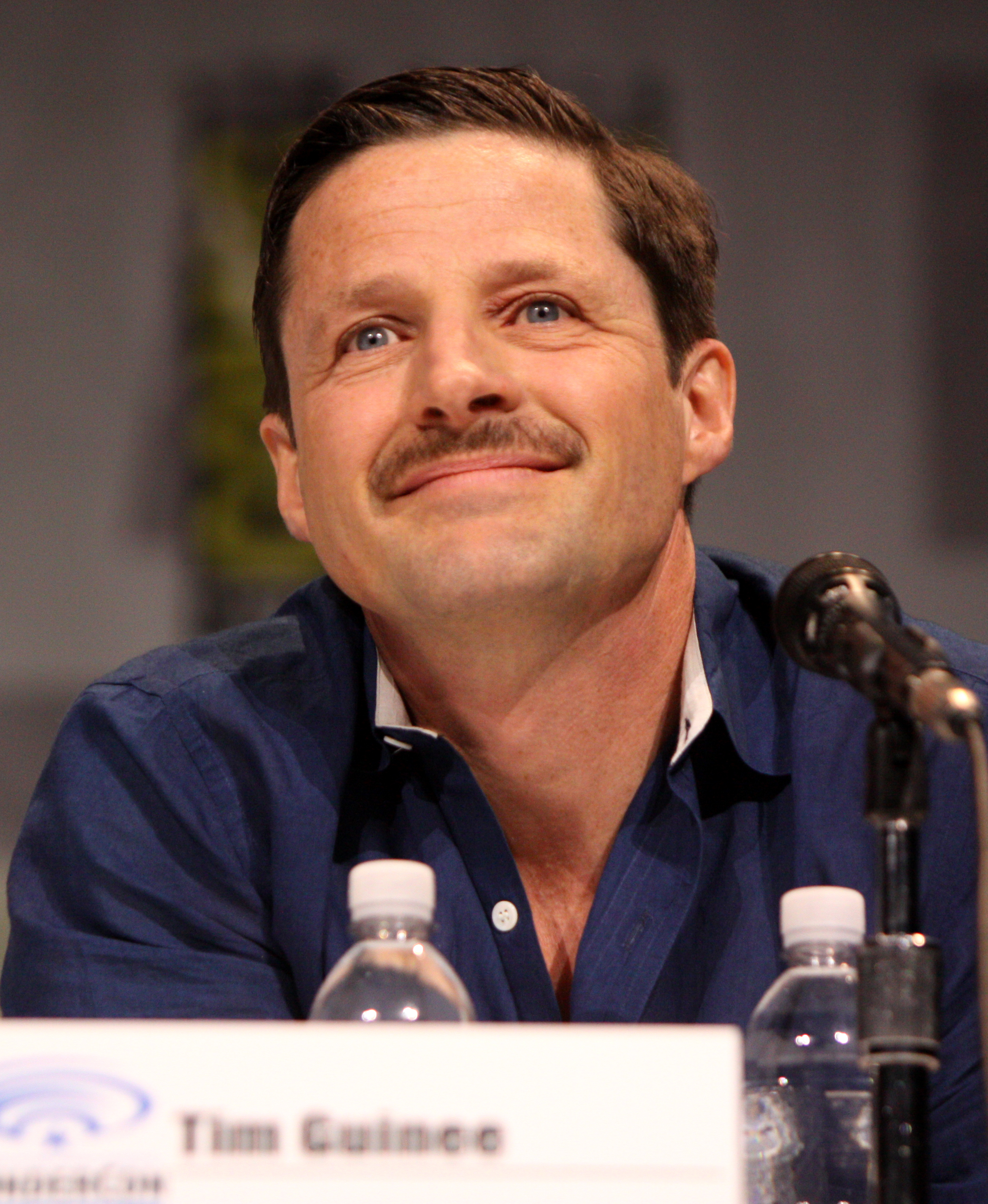
Tim Guinee

Timothy Guinee (* 18. November 1962 in Los Angeles) ist ein US-amerikanischer Schauspieler.

## Leben
Timothy Guinee hat drei Brüder und zwei Schwestern, aufgewachsen ist er in den US-Bundesstaaten Illinois und Texas.
Zunächst besuchte er im texanischen Houston die High School of Performing Arts, bevor er ebenfalls in Texas eine Theatergruppe gründete. Später zog es ihn nach New York, um ein Studium an der American Academy of Dramatic Arts zu absolvieren. Danach besuchte er noch die North Carolina School of Arts in Winston-Salem, an der er graduierte und sein Filmdebüt gab.
Seine Frau Daisy Foote lernte er bei den Dreharbeiten zu dem Fernsehfilm Lily Dale (1996) kennen. Sie ist die Tochter des Pulitzer-Preisträgers Horton Foote, der „Lily Dale“ für den Film selbst adaptiert hatte.
Guinee hat seither schon in zahlreichen Produktionen mitgewirkt, am bekanntesten dürfte er in Deutschland durch seine Rolle des „Tomin“ in der Fernsehserie Stargate – Kommando SG-1 geworden sein.

## Filmografie (Auswahl)
- 1986: Tai-Pan
- 1986: Spenser (Fernsehserie, Folge 2x07)
- 1991: Ein charmantes Ekel (Once Around)
- 1993: Die Nacht mit meinem Traummann (The Night We Never Met)
- 1994: Men of War
- 1995: Ein amerikanischer Quilt (How to Make an American Quilt)
- 1995: Herz einer Unbeugsamen (Follow the River, Fernsehfilm)
- 1996: Lily Dale (Fernsehfilm)
- 1996: Beavis und Butt-Head machen’s in Amerika (Beavis and Butt-Head Do America)
- 1996: Mut zur Wahrheit (Courage Under Fire)
- 1998: John Carpenters Vampire (John Carpenter’s Vampires)
- 1998: Blade
- 2001: Impostor
- 2004: Im Feuer (Ladder 49)
- 2005: Elvis
- 2006: Ghost Whisperer – Stimmen aus dem Jenseits (Ghost Whisperer, Fernsehserie, Folge 1x21)
- 2006–2007: Stargate – Kommando SG-1 (Stargate SG-1, Fernsehserie, 3 Folgen)
- 2008: Stargate: The Ark of Truth – Die Quelle der Wahrheit (Stargate: The Ark of Truth)
- 2008: Iron Man
- 2009: Pippa Lee (The Private Lives of Pippa Lee)
- 2009: Life (Fernsehserie, Folge 2x17)
- 2009: Criminal Minds (Fernsehserie, Folge 5x11)
- 2010: Iron Man 2
- 2011: Wasser für die Elefanten (Water for Elephants)
- 2012: Fringe – Grenzfälle des FBI (Fringe, Fernsehserie, Folge 4x17)
- 2012–2014: Revolution (Fernsehserie, 10 Folgen)
- 2012: Just Like a Woman
- 2012–2013, 2020: Homeland (Fernsehserie, 10 Folgen)
- 2013–2016: Hell on Wheels (Fernsehserie, 14 Folgen)
- 2014: La voie de l’ennemi
- 2014: 99 Homes – Stadt ohne Gewissen (99 Homes)
- 2014–2019: Elementary (Fernsehserie, 8 Folgen)
- 2015: The Following (Fernsehserie, 2 Folgen)
- 2016: BrainDead (Fernsehserie)
- 2016: Van Helsing (Fernsehserie, 2 Folgen)
- 2016: Motive (Fernsehserie, 1 Folge)
- 2017: Marvel’s The Punisher (Fernsehserie, 2 Folgen)
- 2018: Ben is Back
- 2019: Harriet – Der Weg in die Freiheit (Harriet)
- 2021: Clarice Starling – Das Erwachen der Lämmer (Clarice, Fernsehserie, 1 Folge)
- 2022: Inventing Anna (Fernseh-Miniserie, 5 Folgen)
- 2022: The Staircase (Miniserie, 7 Folgen)
- 2024: Horizon: An American Saga